# Comet Holding
Die Comet Holding AG mit Sitz in Wünnewil-Flamatt ist ein auf Röntgen- und Vakuumtechnik spezialisiertes, international tätiges kotiertes Schweizer Elektrotechnikunternehmen, das ca. 1577 Mitarbeiter beschäftigte und 2023 einen Umsatz in Höhe von 397,5 Millionen Schweizer Franken erwirtschaftete.

## Geschichte
Das Unternehmen wurde 1948 gegründet und stellte anfänglich Röntgenröhren für medizinische Zwecke her. 1965 diversifizierte Comet auf Vakuum-Drehkondensatoren für Rundfunk-Anwendungen. 1990 stieg es in das Geschäft der Dosimetrie ein. 1996 ging das Unternehmen an die Börse. 2002 zog sich Comet von der medizinischen Röntgentechnik zurück und konzentriert sich seither auf die industrielle Röntgentechnik. 2005 verkaufte das Unternehmen ihre Dosimetrie-Geschäftseinheit und konzentriert sich seither auf die beiden Kernbereiche Röntgen- und Vakuumtechnik. 2007 übernahm Comet die deutsche YXLON International GmbH. Im Jahr 2012 übernahm Comet die deutsche Stolberg HF-Technik AG und erweiterte damit sein Portfolio um Hochfrequenz-Leistungsgeneratoren.

## Produkte
Die Unternehmensgruppe bestehend aus der Comet Gruppe und der 2007 übernommenen Yxlon International entwickelt, produziert und vertreibt Systeme und Komponenten für die zerstörungsfreie Materialprüfung, Sicherheit, Strahlensterilisation und Halbleiter.
Während Comet vor allem Hightechkomponenten und -module herstellt, bietet Yxlon ganze Systemlösungen inklusive Software und Service an. Diese finden Anwendung in den Bereichen Automotive, Aerospace, Pipelinebau und Elektronik sowie Sicherheit an Flughäfen und Grenzen.
Comet entwickelt und produziert zudem im Bereich Vakuumkondensatoren spezielle Komponenten und Module für Systeme in der Halbleiter-Produktion für Endprodukte wie Speicherchips, Flachbildschirme und Solarpanels. Darüber hinaus werden Vakuumkondensatoren in Radiosendern zur Frequenzstabilisierung verwendet.